# Saint-Mary
Saint-Mary település Franciaországban, Charente megyében. Lakosainak száma 350 fő (2022. január 1.). Saint-Mary Cellefrouin, Chasseneuil-sur-Bonnieure, Les Pins, La Tâche, Valence és Val-de-Bonnieure községekkel határos.

## Népesség
A település népessége az elmúlt években az alábbi módon változott:
| Lakosok száma | 468  | 315  | 373  | 367  | 357  | 352  | 348  | 343  | 343  | 350  |
|               | 1968 | 1982 | 1990 | 2006 | 2013 | 2015 | 2017 | 2019 | 2020 | 2022 |